# هتم أباد
هتم‌ أباد هي قرية في مقاطعة أصفهان، إيران. عدد سكان هذه القرية هو 428 في سنة 2006.